# Cisie (powiat wołomiński)
Cisie – wieś w Polsce położona w województwie mazowieckim, w powiecie wołomińskim, w gminie Dąbrówka. Ma status sołectwa.
W latach 1975–1998 miejscowość należała administracyjnie do województwa ostrołęckiego.
Cisie to niewielka miejscowość położona 10 km na północny wschód od siedziby gminy Dąbrówka, przy drodze łączącej Radzymin z Kuligowem, dzięki czemu ma dogodne połączenia autobusowe z Radzyminem i z Warszawą.
Wieś otaczają grunty okolicznych wsi: Józefów, Ostrówek, Sokołówek i Kuligów i na ogólną powierzchnię sołectwa liczącą 169,5 ha aż 135,89 ha stanowią użytki rolne, pomimo słabych gleb. Okoliczne lasy znajdują się pod opieką Nadleśnictwa Drewnica, Podleśniczówka Sokołówek.
We wsi oprócz 15 posesji znajduje się około 10 działek letniskowych.
Wierni Kościoła rzymskokatolickiego należą do parafii Miłosierdzia Bożego w Józefowie.